# Stephen Kaplan (schermidore)
Stephen Kaplan (New York, 1º dicembre 1949) è un ex schermidore statunitense.

## Biografia
Ha partecipato ai Giochi della XXI Olimpiade di Montréal nel 1976.

## Palmarès
In carriera ha conseguito i seguenti risultati:
- Giochi Panamericani:

Città del Messico 1975: argento nella sciabola a squadre.